# 大洋洲天主教教区列表

## 澳大利亚主教团

### 天主教阿德莱德总教区
- 天主教達爾文教區
- 天主教皮里港教區

### 天主教布里斯班总教区
- 天主教凱恩斯教區
- 天主教羅克漢普頓教區
- 天主教圖文巴教區
- 天主教湯斯維爾教區

### 天主教墨尔本总教区
- 天主教巴拉臘特教區
- 天主教塞爾教區
- 天主教桑德赫斯特教區

### 天主教珀斯总教区
- 天主教布魯姆教区
- 天主教班伯里教区
- 天主教杰拉尔顿教区

### 天主教悉尼总教区
- 天主教阿米代尔教区
- 天主教巴瑟斯特教区
- 天主教布羅肯灣教區
- 天主教利斯莫尔教区
- 天主教梅特兰-纽卡斯尔教区
- 天主教帕拉馬塔教區
- 天主教沃加沃加教区
- 天主教威尔坎尼亚-福布斯教区
- 天主教伍倫貢教區

## 新西兰主教团

### 天主教惠灵顿总教区
- 天主教奧克蘭教區
- 天主教基督城教區
- 天主教但尼丁教區
- 天主教紐西蘭的漢密爾頓教區
- 天主教北帕默斯顿教区

## 太平洋主教团

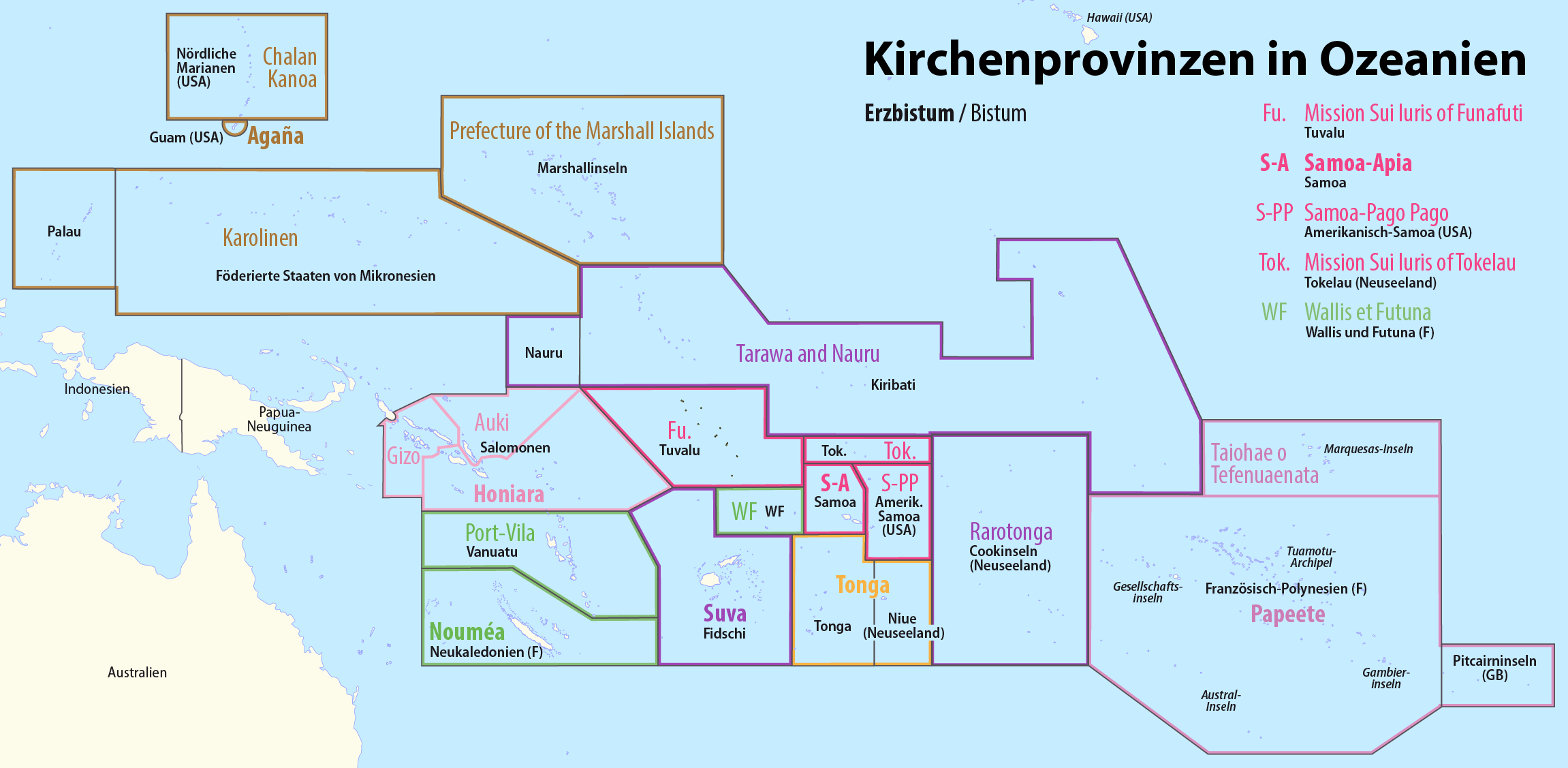
太平洋主教團、所羅門群島主教團及湯加教區轄區

### 天主教阿加尼亚总教区
- 天主教加罗林群岛教区
- 天主教查蘭卡諾瓦教區
- 天主教马绍尔群岛监牧区

### 天主教努美亞總教區
- 天主教維拉港教區
- 天主教瓦利斯和富圖納教區

### 天主教帕皮提总教区
- 天主教泰奥海伊教区

### 天主教薩摩亞-阿皮亞總教區
- 天主教薩摩亞-帕果帕果教區
- 天主教富纳富提自治传教区
- 天主教托克劳自治传教区

### 天主教苏瓦总教区
- 天主教拉罗汤加教区
- 天主教塔拉瓦暨瑙魯教區

## 巴布亚新几内亚主教团

### 天主教馬當總教區
- 天主教艾塔佩教区
- 天主教萊城教區
- 天主教瓦尼莫教区
- 天主教韋瓦克教區

### 天主教芒特哈根总教区
- 天主教戈罗卡教区
- 天主教孔迪亚瓦教区
- 天主教門迪教區
- 天主教瓦巴格教区

### 天主教莫尔茲比港总教区
- 天主教阿洛陶-西德亚教区
- 天主教贝雷纳教区
- 天主教达鲁-基永加教区
- 天主教凱里馬教區

### 天主教拉包尔总教区
- 天主教布干维尔教区
- 天主教卡维恩教区
- 天主教金贝教区

## 所罗门群岛主教团

### 天主教霍尼亚拉总教区
- 天主教奥基教区
- 天主教吉佐教区

## 教廷直轄
- 天主教坎培拉暨古爾本總教區
- 天主教霍巴特總教區
- 天主教湯加教區